# جوناس أريكسون
جوناس أريكسون (بالسويدية: Jonas Eriksson)‏ هو متسابق بياثل سويدي، ولد في 21 ديسمبر 1970 في كارلستاد في السويد.

## وصلات خارجية
- جوناس أريكسون على موقع IBU (الإنجليزية)
- جوناس أريكسون على موقع أوليمبيديا (الإنجليزية)
- جوناس أريكسون على موقع اللجنة الأولمبية السويدية (السويدية)